# Manu García (football, 1998)
Pour les articles homonymes, voir Manu García.
Manu García, de son nom de naissance Manuel García Alonso, né le 2 janvier 1998 à Oviedo, est un footballeur international espagnol, qui évolue au poste de milieu de terrain au Sporting Kansas City.

## Biographie

### Manchester City (2015-2019)
Manu est convoqué par Manuel Pellegrini pour jouer avec la première équipe dans un tournoi de pré-saison en Amérique du Nord. Il joue son premier match avec la première équipe du Manchester City le 27 mai 2015 contre le Toronto FC en remplaçant David Silva (victoire 1-0 au BMO Field).
Il joue son premier match officiel de sa carrière le 22 septembre 2015 contre Sunderland AFC en Coupe de la Ligue anglaise 2015-2016 en entrant en jeu à la 74e minute de jeu où il remplacera Sergio Agüero (victoire 4-1 au Stadium of Light). Lors du tour suivant, il inscrit un but face à Crystal Palace (victoire 5-1), dix minutes après avoir remplacé Wilfried Bony. Manu García ne jouera plus aucun match du tournoi, ce qui n'empêchera pas Manchester City de remporter la Coupe en février 2016.
Le 5 mars 2016, il joue son premier match en Premier League contre Aston Villa en remplaçant Yaya Touré à la 80e minute de jeu (victoire 4-0 à l'Etihad Stadium).

#### Prêt au Deportivo Alavés (2016-2017)
Le 16 août 2016, il est prêté pour 1 an au Deportivo Alavés.
Il joue son premier match avec les Babazorros le 1er décembre 2016 contre le Gimnàstic Tarragona en Coupe du Roi en remplaçant Christian Espinoza à la 59e minute de jeu (victoire 3-0 au Nou Estadi de Tarragone).

#### Prêt au NAC Breda (2017-2018)
Le 9 janvier 2017, il rompt son prêt avec le Deportivo Alavés et est prêté au NAC Breda.
Manu joue son premier match avec Breda le 16 janvier 2017 contre le Jong FC Utrecht, mais sera remplacé à la 83e minute de jeu par Olivier Rommens (victoire 2-0 au Stadion Galgenwaard).
Il marque son premier but avec la Perle du Sud le 6 février 2017 contre le FC Dordrecht et donnant ainsi la victoire aux siens (victoire 1-0 au Stade Rat Verlegh).

#### Prêt au Toulouse FC (2018-2019)
Le 7 juillet 2018, García est prêté pour une année au Toulouse FC où il porte le numéro 22. Le 10 août, il est titularisé d'emblée pour ses débuts en Ligue 1 par Alain Casanova contre l'Olympique de Marseille (défaite 4-0). L'Espagnol délivre sa première passe décisive en septembre pour Max-Alain Gradel et contribue à un succès 1-2 des Violets face à l'En avant Guingamp. Titulaire en première partie de saison, García est peu à peu poussé sur le banc alors que le club enchaîne de mauvais résultats. Le 6 janvier 2019, le milieu marque son premier but toulousain en Coupe de France pour une victoire 4-1 aux dépens de l'OGC Nice au Stadium de Toulouse. Il inscrit un nouveau but dans la compétition contre le Stade de Reims (4-4, 4-3 aux tab). Au mois de mars, il offre à Yaya Sanogo un but qui scelle une victoire 1-0 contre Guingamp, premier succès du club après six journées sans en Ligue 1. Malgré une seconde partie de saison contrastée et aucun but en championnat, García effectue tout de même quatre passes décisives en trente-et-une rencontres tandis que le Téfécé termine seizième. Dans une interview accordée au journal L'Équipe, il dit avoir « beaucoup appris » durant son passage à Toulouse.

### Sporting de Gijón (depuis 2019)
Le 19 juillet 2019, García signe au Sporting de Gijón, son club formateur, un contrat de cinq saisons pour un transfert de quatre millions d'euros, un montant record pour le club,. 
García est titulaire pour ses débuts le 18 août 2019 lors d'un nul 1-1 contre le Girona FC en Segunda División. Il marque son premier but le 1er septembre contre l'Albacete Balompié au Stade El Molinón (victoire 2-0).

### Carrière en sélection
Le 14 novembre 2016, il inscrit son premier but avec les moins de 19 ans contre l'équipe de France en amical (victoire 0-2).
García est convoqué avec l'équipe d'Espagne espoirs en octobre 2019. Titulaire pour ses débuts contre l'Allemagne en amical le 10 octobre, il ouvre le score lors d'un nul 1-1. García récidive durant sa deuxième cape, contribuant à un succès 0-3 face à la Macédoine du Nord en éliminatoires de l'Euro 2021.
Il honore alors sa première sélection en équipe d'Espagne le 8 juin 2021 face à la Lituanie, débutant la rencontre en tant que titulaire. Cette rencontre fera non seulement parler d'elle par l'originalité de la situation mais aussi par le score final de la rencontre, ceci parce que l'Espagne, composée d'une équipe d'espoirs, finit par remporter la rencontre 4 à 0,.

## Statistiques
| Saison                | Club                    | Championnat           | Championnat | Championnat | Championnat | Coupe nationale | Coupe nationale | Coupe nationale | Coupe de la Ligue | Coupe de la Ligue | Coupe de la Ligue | Supercoupe | Supercoupe | Supercoupe | Compétition(s) continentale(s) | Compétition(s) continentale(s) | Compétition(s) continentale(s) | Compétition(s) continentale(s) | Plays-off | Plays-off | Plays-off | Total | Total | Total |
| Saison                | Club                    | Division              | M.          | B.          | P.d.        | M.              | B.              | P.d.            | M.                | B.                | P.d.              | M.         | B.         | P.d.       | Comp.                          | M.                             | B.                             | P.d.                           | M.        | B.        | P.d.      | M.    | B.    | P.d.  |
| 2015-2016             | Manchester City         | Premier League        | 1           | 0           | 0           | 1               | 0               | 0               | 2                 | 1                 | 0                 | -          | -          | -          | C1                             | -                              | -                              | -                              | -         | -         | -         | 4     | 1     | 0     |
| Sous-total            | Sous-total              | Sous-total            | 1           | 0           | 0           | 1               | 0               | 0               | 2                 | 1                 | 0                 | -          | -          | -          | -                              | -                              | -                              | -                              | -         | -         | -         | 4     | 1     | 0     |
| 2016-2017             | Deportivo Alavés (prêt) | Liga                  | -           | -           | -           | 1               | 0               | 0               | -                 | -                 | -                 | -          | -          | -          | -                              | -                              | -                              | -                              | -         | -         | -         | 1     | 0     | 0     |
| Sous-total            | Sous-total              | Sous-total            | -           | -           | -           | 1               | 0               | 0               | -                 | -                 | -                 | -          | -          | -          | -                              | -                              | -                              | -                              | -         | -         | -         | 1     | 0     | 0     |
| 2016-2017             | NAC Breda (prêt)        | Eredivisie            | 19          | 2           | 0           | -               | -               | -               | -                 | -                 | -                 | -          | -          | -          | -                              | -                              | -                              | -                              | 4         | 0         | 2         | 23    | 2     | 2     |
| 2017-2018             | NAC Breda (prêt)        | Eredivisie            | 34          | 1           | 2           | 1               | 0               | 0               | -                 | -                 | -                 | -          | -          | -          | -                              | -                              | -                              | -                              | -         | -         | -         | 35    | 1     | 2     |
| Sous-total            | Sous-total              | Sous-total            | 53          | 3           | 2           | 1               | 0               | 0               | -                 | -                 | -                 | -          | -          | -          | -                              | -                              | -                              | -                              | 4         | 0         | 2         | 58    | 3     | 4     |
| 2018-2019             | Toulouse FC (prêt)      | Ligue 1               | 31          | 0           | 4           | 3               | 2               | 0               | -                 | -                 | -                 | -          | -          | -          | -                              | -                              | -                              | -                              | -         | -         | -         | 34    | 2     | 4     |
| Sous-total            | Sous-total              | Sous-total            | 31          | 0           | 4           | 3               | 2               | 0               | -                 | -                 | -                 | -          | -          | -          | -                              | -                              | -                              | -                              | -         | -         | -         | 34    | 2     | 4     |
| 2019-2020             | Sporting de Gijón       | D2                    | 37          | 3           | 8           | -               | -               | -               | -                 | -                 | -                 | -          | -          | -          | -                              | -                              | -                              | -                              | -         | -         | -         | 37    | 3     | 8     |
| Sous-total            | Sous-total              | Sous-total            | 37          | 3           | 8           | 0               | 0               | 0               | -                 | -                 | -                 | -          | -          | -          | -                              | -                              | -                              | -                              | -         | -         | -         | 37    | 3     | 8     |
| Total sur la carrière | Total sur la carrière   | Total sur la carrière | 122         | 6           | 14          | 6               | 2               | 0               | 2                 | 1                 | 0                 | -          | -          | -          | -                              | -                              | -                              | -                              | 4         | 0         | 2         | 134   | 9     | 16    |